# 庞菲妮特·布伊萨
庞菲妮特·布伊萨（英語：Pamphinette Buisa，1996年12月28日—）生于不列颠哥伦比亚省维多利亚，是一名加拿大女子橄榄球运动员。她童年时曾接触过芭蕾舞、舞蹈、排球和篮球，中学时一度主要篮球，然而由于她的打法过于激进，学校的橄榄球教练建议她练习一个更适合她的运动，她便在七年级时改练橄榄球。她在高中毕业后进入维多利亚大学修读政治科学专业，并加入该校的橄榄球队。2017年，她加入成年国家队，并在同年的世界七人制橄榄球系列赛上完成国家队首秀。